# Slipover

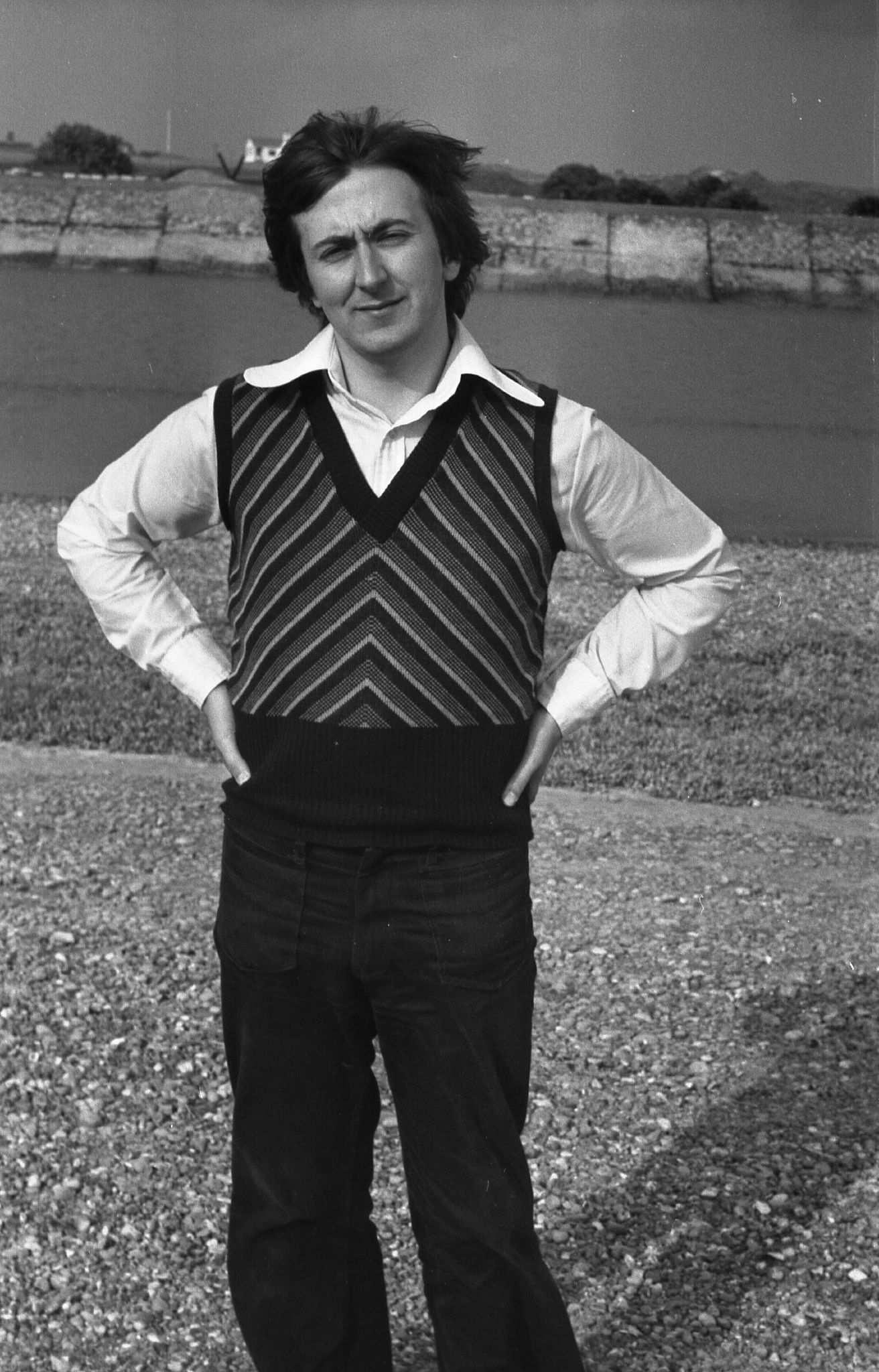
En man bärande en slipover.

Slipover är en ärmlös, ofta stickad, västliknande tröja som man har över en skjorta. Det finns enfärgade och mönsterstickade slipovrar; de med mönster är ofta stickade i olikfärgade romber. Slipover är traditionellt ett mansplagg men med mode och trender har också kvinnor anammat det.
Benämningen kommer från engelskan, där slipover betyder en pullover, i Storbritannien särskilt en sådan utan ärmar. Det kan också komma från slipover sweater vest. I amerikansk engelska kallas plagget sleeveless sweater eller vest, på brittisk engelska kallas det tank top eller sleeveless jumper. Det bör i sammanhanget noteras att det amerikanska ordet tank top innebär ett linne/undertröja, således det som på brittisk engelska kallas vest.